# Omloop van het Houtland
Omloop van het Houtland ist ein belgisches Straßenradrennen.
Das Eintagesrennen findet seit 1945 in Lichtervelde in der Provinz Westflandern statt. Erster Sieger wurde der Belgier André Maelbrancke, der mit drei Erfolgen gemeinsam mit seinen Landsleuten Gilbert Desmet und Etienne De Wilde auch Rekordsieger des Rennens ist.
Im Jahr 2002 wurde das Rennen als erste Etappe des Circuit Franco-Belge ausgetragen. Eingestuft war es 2005 in die Kategorie 1.2 und seit 2006 in die Kategorie 1.1 der UCI Europe Tour.

## Palmarès
| Jahr                   | Sieger                            | Zweiter                   | Dritter                 |
| ---------------------- | --------------------------------- | ------------------------- | ----------------------- |
| 1945                   | André Maelbrancke                 | Georges Desplenter        | Arthur Mommerency       |
| 1946                   | Roger De Corte                    | Richard Depoorter         | Lucien Mathys           |
| 1947                   | Adolph Verschueren                | Michel Van Elsué          | Irené De Keyser         |
| 1948                   | Albert Anutchin                   | Omer Huwel                | Emmanuel Thoma          |
| 1949                   | André Pieters                     | Albert Ramon              | Jan Laroye              |
| 1950                   | André Maelbrancke                 | Valère Ollivier           | Albert Sercu            |
| 1951                   | André Maelbrancke                 | André Declerck            | Gentiel Vermeersch      |
| 1952                   | Valère Ollivier                   | Willem Labaere            | Henri Van Kerckhove     |
| 1953                   | Arthur Mommerency                 | André Pieters             | André Noyelle           |
| 1954                   | Lucien Victor                     | René Janssens             | Camilius Demunster      |
| 1955                   | Roger De Corte                    | Firmin Bral               | André Pieters           |
| 1956                   | Leon Vandaele                     | Firmin Bral               | Willy Truye             |
| 1957                   | Gilbert Desmet                    | Roger Verplaetse          | Rik Van Looy            |
| 1958                   | Gilbert Desmet                    | Roger De Corte            | Norbert Kerckhove       |
| 1959                   | Arthur De Cabooter                | Jan Zagers                | Johnny Deleye           |
| 1960                   | Michel Stolker                    | Arthur De Cabooter        | Frans De Mulder         |
| 1961                   | Roland Aper                       | Marcel Ongenae            | André Assez             |
| 1962                   | Norbert Kerckhove                 | Laurent Christiaens       | Jef Planckaert          |
| 1963                   | Robert Vandecaveye                | Romain Van Wijnsberghe    | Emiel Lambrecht         |
| 1964                   | Arthur De Cabooter                | Georges Decraeye          | Antoon Declerck         |
| 1965                   | Gilbert Desmet                    | Jaak De Boever            | Georges Vandenberghe    |
| 1966                   | Walter Boucquet                   | Eddy Van Audenaerde       | Gilbert Desmet          |
| 1967                   | Jan Boonen                        | Rik Van Looy              | Daniel Van Ryckeghem    |
| 1968                   | Walter Boucquet                   | Tony Daelemans            | Willy Donie             |
| 1969                   | Noël Van Clooster                 | Freddy Decloedt           | Wim Dubois              |
| 1970                   | Roger De Vlaeminck                | Daniel Van Ryckeghem      | Willy Maes              |
| 1971                   | André Dierickx                    | Etienne Buysse            | Luc Van Goidsenhoven    |
| 1972                   | Patrick Sercu                     | Tony Gakens               | Jaak De Boever          |
| 1973                   | Marc Lievens                      | Paul Lannoo               | Gerry Catteeuw          |
| 1974                   | Willy Planckaert                  | José Vanackere            | Serge Vandaele          |
| 1975                   | Eddy Cael                         | André Dierickx            | Fernand Hermie          |
| 1976                   | Lieven Malfait                    | Eric Jacques              | José Vanackere          |
| 1977                   | Marc Demeyer                      | Eddy Vanhaerens           | Sean Kelly              |
| 1978                   | Herman Van Springel               | Eddy Cael                 | Alain De Roo            |
| 1979                   | Alain De Roo                      | Jos Schipper              | Eddy Cael               |
| 1980                   | Walter Planckaert                 | Yvan Lamote               | Ronny Vanmarcke         |
| 1981                   | Rudy Pevenage                     | Willy Scheers             | Werner Devos            |
| 1982                   | Michel Pollentier Eddy Vanhaerens |                           | Alain Desaever          |
| 1983                   | Ronny Vanmarcke                   | Werner Devos              | Eddy Vanhaerens         |
| 1984                   | Ludo Frijns                       | Jacques Hanegraaf         | Dirk Demol              |
| 1985                   | Yvan Lamote                       | Dirk Clarysse             | Sylvester Aarts         |
| 1986                   | Willem Wijnant                    | Dirk Demol                | Werner Devos            |
| 1987                   | Hendrik Redant                    | Paul Haghedooren          | Yvan Lamote             |
| 1988                   | Danny Janssens                    | Frank Hoste               | Gino De Backer          |
| 1989                   | Jan Bogaert                       | Pascal Elaut              | Johan Devos             |
| 1990                   | Johan Museeuw                     | Patrick Verschueren       | Patrick Hendrickx       |
| 1991                   | Didier Priem                      | Wiebren Veenstra          | Johan Devos             |
| 1992                   | Johan Devos                       | Ferdi Dierickx            | Jelle Nijdam            |
| 1993                   | Danny Daelman                     | Léon van Bon              | Bart Heirewegh          |
| 1994                   | Etienne De Wilde                  | Michel Cornelisse         | Werner Van Rompaey      |
| 1995                   | Jans Koerts                       | Jo Planckaert             | Michel Cornelisse       |
| 1996                   | Johan Capiot                      | Robbie Vandaele           | Roger Hammond           |
| 1997                   | Robbie Vandaele                   | John Talen                | Jurgen Vermeersch       |
| 1998                   | Etienne De Wilde                  | Brian Jensen              | Jean-Pierre Heynderickx |
| 1999                   | Etienne De Wilde                  | John Talen                | Hans De Meester         |
| 2000                   | Niko Eeckhout                     | Linas Balčiūnas           | Fabien De Waele         |
| 2001                   | Geert Omloop                      | Julien Smink              | Mark Walters            |
| 2002                   | Kevin Hulsmans                    | Christoph von Kleinsorgen | Tom Boonen              |
| 2003                   | Geert Omloop                      | Christoph Roodhooft       | Alain van Katwijk       |
| 2004                   | Bert De Waele                     | Dennis Haueisen           | Jürgen Roelandts        |
| 2005                   | Kevin Van Impe                    | Marcel Sieberg            | Steven Caethoven        |
| 2006                   | Artur Gajek                       | Niko Eeckhout             | Danilo Hondo            |
| 2007                   | Steven de Jongh                   | Baden Cooke               | Niko Eeckhout           |
| 2008                   | Martin Pedersen                   | Michael Tronborg          | Roy Curvers             |
| 2009                   | Graeme Brown                      | Robert Wagner             | Niko Eeckhout           |
| 2010                   | Stefan van Dijk                   | Kenny van Hummel          | Adam Blythe             |
| 2011                   | Guillaume Van Keirsbulck          | Stefan van Dijk           | Mark McNally            |
| 2012                   | Marcel Kittel                     | Adam Blythe               | Timothy Dupont          |
| 2013                   | Marcel Kittel                     | Nacer Bouhanni            | Jens Debusschere        |
| 2014                   | Jelle Wallays                     | Daniel Schorn             | Coen Vermeltfoort       |
| 2015                   | Jens Debusschere                  | Timothy Dupont            | Coen Vermeltfoort       |
| 2016 nicht ausgetragen |                                   |                           |                         |
| 2017                   | Tom Devriendt                     | Maarten Wijnants          | Brian van Goethem       |
| 2018                   | Jonas Van Genechten               | Jasper De Buyst           | Timothy Dupont          |
| 2019                   | Max Walscheid                     | Dries De Bondt            | Taco van der Hoorn      |
| 2021                   | Taco van der Hoorn                | Danny van Poppel          | Gerben Thijssen         |
| 2022                   | Jasper Philipsen                  | Arnaud De Lie             | Dylan Groenewegen       |
| 2023                   | Gerben Thijssen                   | Dylan Groenewegen         | Cedric Beullens         |
| 2024                   | Max Walscheid                     | Dylan Groenewegen         | Pierre Barbier          |
| 2025                   |                                   |                           |                         |